# 바이쿨라 전투
바이쿨라 전투는 제2차 포에니 전쟁중 로마 공화정의 스키피오 아프리카누스가 히스파니아에서 한니발의 동생 하스드루발 바르카가 이끄는 카르타고군을 상대로 벌여 승리한 첫 번째 중요한 전투이다. 기원전 208년에 일어났다.
스키피오 아프리카누스는 카르타고군의 허를 찌르는 놀라운 전술로 바르카 가문의 중심지였던 카르타고 노바(지금의 카르타헤나)를 점령했다. 이후 카르타고는 3개의 군대로 나뉘었고 하스드루발은 바이쿨라에 머물면서 동생 마고네의 군대를 기다리고 있었다. 스키피오 아프리카누스는 부하 라일리우스에게 군선을 주어 마고네의 군대가 하스드루발에게 오지 못하도록 막게하고 자신은 하스드루발에게 진군했다.
하스드루발은 언덕에 자리잡고 있었고 로마군은 아래에 위치했기 때문에 불리했으나 하스드루발이 마고네를 기다리며 지체하는 동안 스키피오가 먼저 공격을 개시했다. 갑작스러운 공격에 미처 진영을 다 짜지도 못한 카르타고군은 혼란에 빠졌고 주도권을 쥔 스키피오는 좌우익의 기병을 이용하여 머뭇거리는 카르타고를 격파했다. 전세가 불리해지자 하스드루발은 본진을 살리기 위해 도망쳤고 스키피오는 반격을 우려해 추격하지 않았다. 수많은 카르타고군이 전사했고 약 10,000여 명이 포로로 잡혔다. 이때 포로로 잡힌 카르타고군에는 누미디아의 왕자 마시니사가 있었는데 스키피오는 나중에 그를 회유시켜 로마를 돕게 하고 이것은 나중에 로마군의 승리에 큰 역할을 하게 된다.
반면 하스드루발은 타격을 입었지만 그의 본진과 마고네의 증원군은 고스란히 살아남았고 그는 새로이 전열을 정비하고 멀리 내륙으로 돌아서 스키피오를 따돌리고 피레네산맥을 넘어 이탈리아의 한니발에게 갈 수 있었다.